# Kaskawulsh-Gletscher
Der Kaskawulsh-Gletscher liegt im Kluane-Nationalpark in Kanada.
Er ist Teil des Kluane Icefield, das sich vom nordöstlichen Abhang der Eliaskette bis in tiefere Lagen des Yukon-Territoriums erstreckt. Sein Ursprung liegt in 2000 bis 3000 m Höhe; er reicht bis zum Meeresspiegel hinab.  
Das Kluane Icefield, aus dem der Kaskawulsh-Gletscher abfließt, bedeckt ca. 25.000 Quadratkilometer. Er besteht aus zwei Armen, dem zentralen mit einer Breite von 3,5 km und dem nördlichen Arm mit einer Breite von 2 km. Am Vereinigungspunkt beider Arme ist er 5 bis 6 km breit. Im weiteren Verlauf münden noch der Stairway-Glacier und ein Südarm in den Kaskawulsh ein. Der Gletscher fließt je nach Höhenlage und Mächtigkeit mit einer Geschwindigkeit von unter 10 bis zu 30 Metern pro Jahr. Sein Schmelzwasser fließt aus dem Terminus über zwei Abflüsse:
- über den Kaskawulsh River nach Osten in das Flusssystem des Alsek River weiter nach Süden in den Pazifik und
- über den Slims River nach Norden in den Kluane Lake und dessen Abfluss-System (Kluane River, Donjek River, White River und Yukon River) in das Beringmeer ab.

Seit dem außergewöhnlich warmen Frühjahr ist der Abfluss durch den Slims River nur noch gering, weil der Gletscher abschmilzt und das Schmelzwasser sich daher neue Wege sucht. Der abrupte Umschlag erfolgte am 26. Mai 2016. Der Alsek River führt jetzt deutlich mehr Wasser und strömt schneller; hingegen sinkt der Wasserspiegel des bisher fast bodenseegroßen Kluane Lake. Ein Ereignis von dieser Dimension sei in der Neuzeit bisher einmalig.

## Dynamik des Gletschers
Der Gletscher weist schnelle zeitliche Wechsel im Fließen und im Sediment-Transport während des gesamten Holozän auf. Seinen größten Umfang im Holozän erreichte er um 1700 bis 1750 und behielt diesen ca. 100 Jahre lang. Derzeit befindet er sich auf dem Rückzug. 1977 bis 2007 verlor er zwischen 3,3 und 5,9 Kubikkilometer an Volumen und etwa 50 cm an Mächtigkeit pro Jahr. Auch 2012 befand sich das Gletschersystem im dynamischen Ungleichgewicht und verliert weiter  an Volumen. Die Verluste von 2007 bis 2018 beliefen sich auf ca. 46 Kubikkilometer, das sind ca. 15 Prozent des Gesamtvolumens. Der Verlust an Mächtigkeit wurde auch 2018 mit etwa einem halben Meter pro Jahr angegeben.
Ein noch dramatischerer Rückzug ereignete sich im Spätpleistozän vor 9.000 bis 12.000 Jahren.